# Férfi 5000 méteres rövidpályásgyorskorcsolya-váltó a 2018. évi téli olimpiai játékokon
A 2018. évi téli olimpiai játékokon a rövidpályás gyorskorcsolya férfi 5000 méteres váltó versenyszámának elődöntőit február 13-án, a döntőt február 22-én rendezték.
Az aranyérmet a Liu Shaoang, Liu Shaolin Sándor, Knoch Viktor, Burján Csaba összeállítású magyar csapat nyerte. Magyarország a téli olimpiák történetében először nyert aranyérmet.

## Rekordok
A versenyt megelőzően a következő rekordok voltak érvényben:
| Világrekord     | Egyesült Államok (USA) | 6:29,052 | Sanghaj, Kína       | 2017. november 12. |
| Olimpiai rekord | Oroszország (RUS)      | 6:42,100 | Szocsi, Oroszország | 2014. február 21.  |

A versenyen új olimpiai rekord született:
| Kína (CHN)         | 6:36,605 | Phjongcshang, Dél-Korea | 2018. február 13. |
| Dél-Korea (KOR)    | 6:34,510 | Phjongcshang, Dél-Korea | 2018. február 13. |
| Magyarország (HUN) | 6:31,971 | Phjongcshang, Dél-Korea | 2018. február 22. |

## Eseménynaptár
Az időpontok helyi idő szerint (UTC+9), zárójelben magyar idő szerint (UTC+1) olvashatóak.
| Időpont                    | Forduló   |
| -------------------------- | --------- |
| február 13., 20:32 (12:32) | Elődöntők |
| február 22., 20:52 (12:52) | B-döntő   |
| február 22., 21:00 (13:00) | A-döntő   |

## Eredmények
A két futamból az első két helyezett jutott az A-döntőbe, a harmadik és negyedikek a B-döntőbe kerültek. Az időeredmények másodpercben értendők.
A rövidítések jelentése a következő:
- OR: olimpiai rekord
- QA: az A-döntőbe jutott
- QB: a B-döntőbe jutott
- ADV: továbbjutás bírói döntés alapján
- PEN: büntetés

### Elődöntők
| Helyezés | Csapat                                                                                                | Idő      | Mj       |          |
| 1. futam | 1. futam                                                                                              | 1. futam | 1. futam | 1. futam |
| -------- | --- | -------- | -------- | -------- |
| 1.       | Kína (CHN) · Wu Dajing · Han Tianyu · Ren Ziwei · Xu Hongzhi                                          | 6:36,605 | QA, OR   |          |
| 2.       | Kanada (CAN) · Samuel Girard · Charles Hamelin · Charle Cournoyer · Pascal Dion                       | 6:41,042 | QA       |          |
| 3.       | Kazahsztán (KAZ) · Denis Nikisha · Nurbergen Zhumagaziyev · Abzal Azhgaliyev · Yerkebulan Shamukhanov | 6:47,727 | QB       |          |
|          | Hollandia (NED) · Sjinkie Knegt · Daan Breeuwsma · Itzhak de Laat · Dennis Visser                     |          | PEN      |          |
| 2. futam | |          |          |          |
| 1.       | Dél-Korea (KOR) · Hwang Dae-heon · Kim Do-kyoum · Kwak Yoon-gy · Lim Hyo-jun                          | 6:34,510 | QA, OR   |          |
| 2.       | Magyarország (HUN) · Liu Shaoang · Liu Shaolin Sándor · Knoch Viktor · Burján Csaba                   | 6:34,866 | QA       |          |
| 3.       | Egyesült Államok (USA) · J. R. Celski · John-Henry Krueger · Thomas Hong · Aaron Tran                 | 6:36,867 | QB       |          |
| 4.       | Japán (JPN) · Vatanabe Keita · Ryosuke Sakazume · Kazuki Yoshinaga · Hiroki Yokoyama                  | 6:42,655 | QB       |          |

### B-döntő

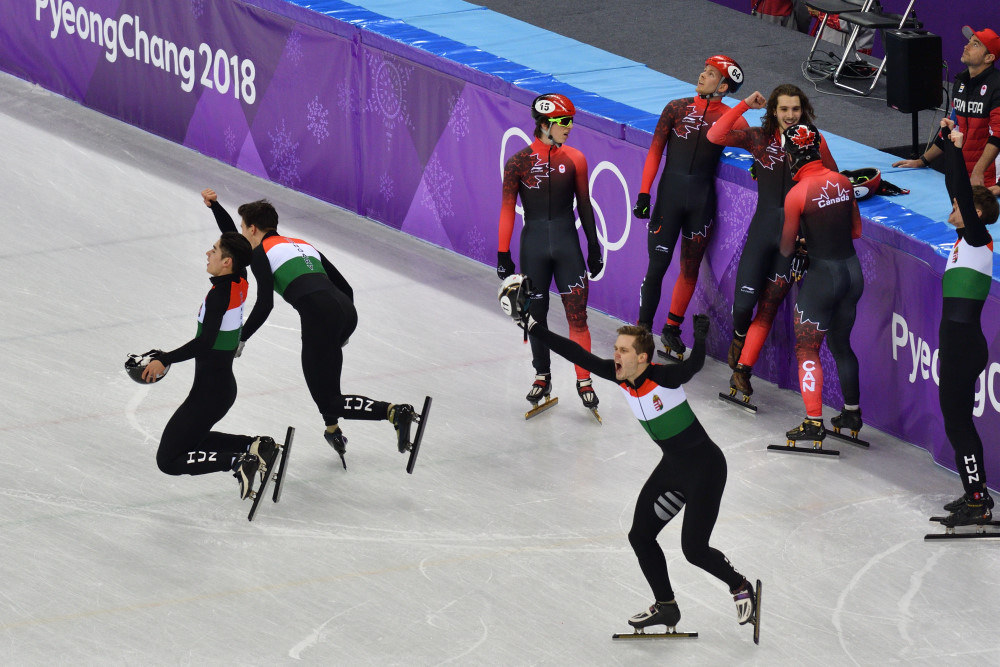

| Helyezés | Csapat                                                                                                | Idő      | Mj |
| -------- | --- | -------- | -- |
| 5.       | Egyesült Államok (USA) · J. R. Celski · John-Henry Krueger · Thomas Hong · Aaron Tran                 | 6:52,708 |    |
| 6.       | Kazahsztán (KAZ) · Denis Nikisha · Nurbergen Zhumagaziyev · Abzal Azhgaliyev · Yerkebulan Shamukhanov | 6:52,791 |    |
| 7.       | Japán (JPN) · Vatanabe Keita · Ryosuke Sakazume · Kazuki Yoshinaga · Hiroki Yokoyama                  | 7:02,554 |    |

### A-döntő
| Helyezés | Csapat                                                                              | Idő      | Mj |
| -------- | ----------------------------------------------------------------------------------- | -------- | -- |
| Arany    | Magyarország (HUN) · Liu Shaoang · Liu Shaolin Sándor · Knoch Viktor · Burján Csaba | 6:31,971 | OR |
| Ezüst    | Kína (CHN) · Wu Dajing · Han Tianyu · Chen Dequan · Xu Hongzhi                      | 6:32,035 |    |
| Bronz    | Kanada (CAN) · Samuel Girard · Charles Hamelin · Charle Cournoyer · Pascal Dion     | 6:32,282 |    |
| 4.       | Dél-Korea (KOR) · Hwang Dae-heon · Kim Do-kyoum · Kwak Yoon-gy · Lim Hyo-jun        | 6:42,118 |    |